# Тонга на Зимским олимпијским играма 2014.
Тонга је учествовала на Зимским олимпијским играма 2014. у Сочију и то је био уједно дебитантски наступ за ову океанску земљу на Зимским олимпијским играма. Најављено је да ће Тонгу представљати један такмичар и два званичника. Биће обучени у народну ношњу, која ће бити прилагођена за зимске услове.
Заставу Тонге на свечаном отварању и затварању Игара носио је једини такмичар санкаш Бруно Банани. 
Тонга на овим Играма није освојила ниједну медаљу.

## Учесници по спортовима
| Спорт      | Мушкарци | Жене | Укупно |
| ---------- | -------- | ---- | ------ |
| Санкање    | 1        | 0    | 1      |
| Укупно (1) | 1        | 0    | 1      |

## Санкање
| Скијаш       | Дисциплина  | Трка 1 | Трка 1 | Трка 2 | Трка 2 | Трка 3 | Трка 3 | Трка 4 | Трка 4 | Укупно   | Укупно |
| Скијаш       | Дисциплина  | Време  | Поз.   | Време  | Поз.   | Време  | Поз.   | Време  | Поз.   | Време    | Поз.   |
| ------------ | ----------- | ------ | ------ | ------ | ------ | ------ | ------ | ------ | ------ | -------- | ------ |
| Бруно Банани | Појединачно | 53,656 | 34     | 53,637 | 31     | 53,162 | 30     | 53,221 | 33     | 3:33,676 | 32     |